# Repubblica Socialista di Romania
Repubblica Socialista di Romania (in romeno Republica Socialistă România) è il termine con cui si indica il periodo della storia della Romania durante il quale la nazione venne governata dal Partito Comunista Rumeno, a partire dall'abdicazione forzata del Re Michele I di Romania il 30 dicembre 1947, fino al rovesciamento del regime nel dicembre 1989 con la rivoluzione romena. Fu conosciuta tra il 1947 ed il 1965 come Repubblica Popolare Romena (in romeno Republica Populară Romînă).
Dopo la seconda guerra mondiale, l'Unione Sovietica fece pressioni affinché il Partito Comunista della Romania, che in precedenza era stato illegale, entrasse nel governo, mentre i capi politici non comunisti fossero eliminati dallo scenario politico. Il Re Michele abdicò proprio a causa delle pressioni e si ritirò in esilio il 30 dicembre 1947, quando fu dichiarata la Repubblica Popolare Rumena.
Durante i primi anni, le scarse risorse della Romania dopo la guerra furono tratte dagli accordi "SovRom": numerose imprese sovietico-rumene si installarono in Romania poco dopo la seconda guerra mondiale, per mascherare la presa di possesso della nazione da parte dell'URSS, che si aggiungeva alle pesanti riparazioni di guerra già pagate all'Unione Sovietica. Moltissime persone (le diverse stime variano da 137 ad alcune centinaia) furono imprigionate per ragioni politiche o economiche. Ci fu un gran numero di abusi, morti, incidenti e torture verso molte persone, principalmente oppositori politici.
Nei primi anni 1960, il governo comunista della Romania iniziò a dimostrarsi indipendente dall'Unione Sovietica. Nicolae Ceaușescu divenne Capo del Partito Comunista nel 1965 e Capo di Stato nel 1967.

## Storia

### L'ascesa dei Comunisti

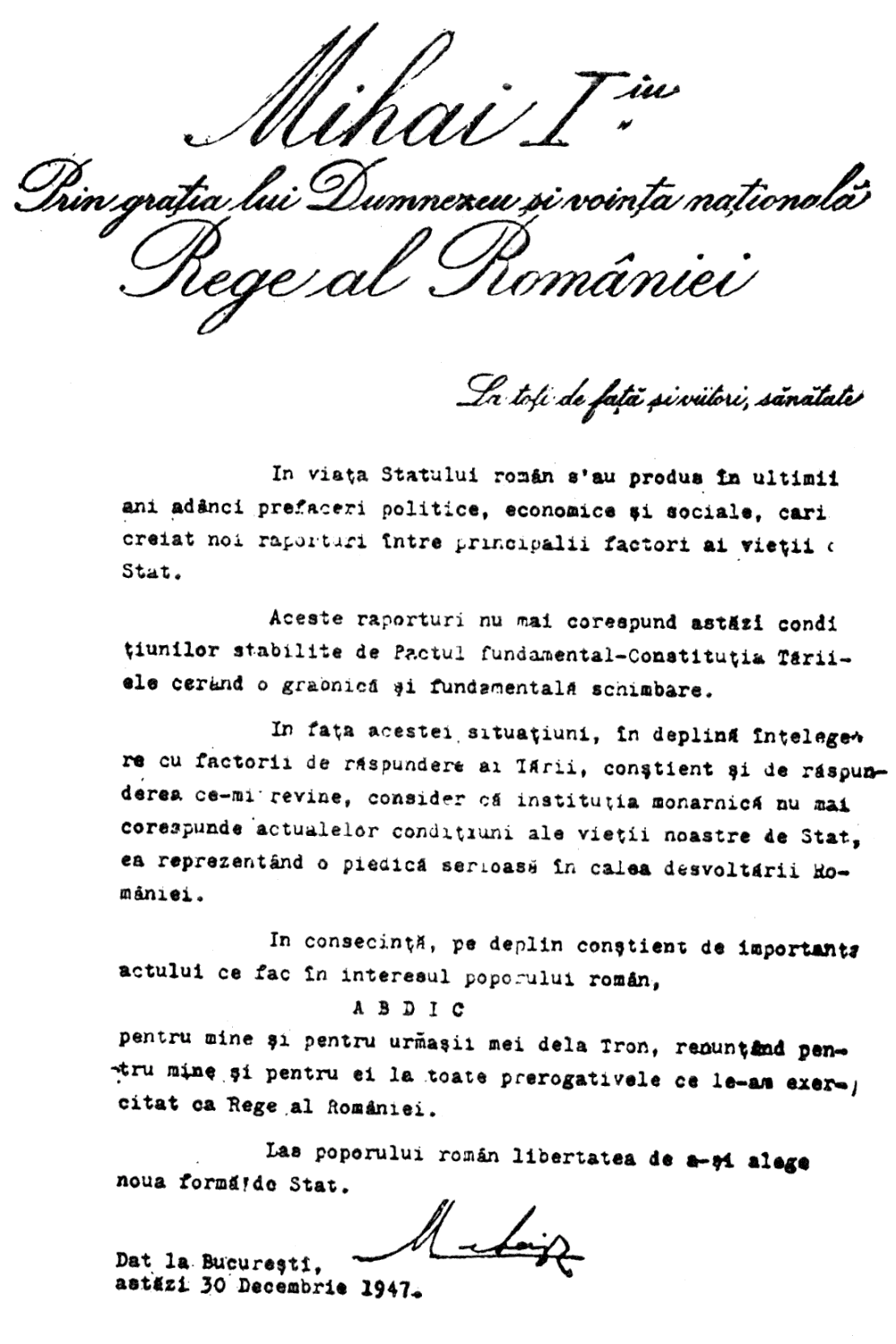
Atto di abdicazione di Michele I di Romania.

Quando il re Michele I, sostenuto dai principali partiti politici, rovesciò la dittatura di Ion Antonescu nell'agosto 1944, portando la Romania verso gli Alleati, non poté far cancellare il ricordo della partecipazione della sua nazione nell'invasione tedesca dell'Unione Sovietica anche se la Romania, che aveva subito l'ultimatum sovietico nel 1940, era stato un paese aggredito e non aggressore come la Germania e l'Italia. Le forze armate rumene avevano combattuto sotto comando sovietico, sia nella Transilvania settentrionale, che in Ungheria, Cecoslovacchia e Austria, ma i sovietici, che pure avevano riconsegnato alla Romania la Transilvania settentrionale, trattavano ancora la Romania come territorio occupato, con il pretesto che le autorità rumene erano incapaci di assicurare l'ordine nei territori appena liberati, e che non si erano sopite le inimicizie tra i nazionalisti rumeni e ungheresi.
La Conferenza di Jalta aveva assegnato la Romania alla sfera di influenza dell'URSS, i Trattati di Pace di Parigi non riconobbero alla Romania lo status di nazione co-belligerante, e l'Armata Rossa continuò la sua permanenza sul suolo rumeno per 14 anni con un elevato numero di effettivi (anche 1 milione di uomini). I comunisti giocarono un ruolo minore nel governo di Michele I in tempo di guerra, diretto dal Generale Nicolae Rădescu, ma questa situazione cambiò radicalmente nel marzo 1945, quando Petru Groza del Fronte degli Aratori, un partito in stretta relazione con i Comunisti, divenne Primo ministro della Romania. Anche se il suo governo fu allargato per comprendere gran parte dei maggiori partiti prebellici, esclusa la Guardia di Ferro, i comunisti detennero i ministeri chiave.
Il Re non era d'accordo con le direttive di questo governo, ma quando il sovrano tentò di obbligare il Primo Ministro Groza alle dimissioni rifiutando di firmare ogni sua legge (una mossa conosciuta come "il colpo reale"), Groza scelse semplicemente di emanare le leggi senza preoccuparsi di ottenere la firma del Re. L'8 novembre 1945 si tenne una manifestazione anti-comunista di fronte al Palazzo Reale di Bucarest, ma fu repressa con la forza; ci furono numerosi arresti, feriti e un numero non determinato di morti.
Nonostante la disapprovazione del Re, il primo governo Groza introdusse diverse riforme, compreso il suffragio femminile. Nelle elezioni del 9 novembre 1946, i comunisti ricevettero l'80% dei voti, anche se i partiti di opposizione denunciarono frodi elettorali. Successivamente alle elezioni il Partito Nazionale Contadino fu accusato di spionaggio essendosi i suoi capi incontrati in segreto con funzionari statunitensi nel corso del 1947. Altri partiti successivamente entrarono nel Partito comunista rumeno.
Nel periodo 1946-1947 centinaia di funzionari pubblici, militari e civili, sostenitori del regime del generale Antonescu che si era schierato a fianco delle Potenze dell'Asse, furono processati e molti furono condannati a morte come "criminali di guerra". Antonescu stesso fu giustiziato il 1º giugno 1946. A partire dal 1948, gran parte dei politici dei partiti democratici avevano fatto la stessa fine oppure erano in esilio o in prigione.
Ancora alla fine del 1947 la Romania rimaneva l'unica monarchia del blocco orientale, tuttavia questa eccezione cessò presto di esistere. Il 30 dicembre 1947 Michele I fu costretto ad abdicare. Fu così dichiarata la repubblica popolare, formalizzata con la Costituzione del 13 aprile 1948.
La nuova costituzione proibì e punì ogni associazione che avesse "natura fascista o anti-democratica". Garantì anche la libertà di stampa, di parola e di assemblea per coloro che lavoravano.
Il governo comunista dissolse anche la Chiesa greco-cattolica rumena, dichiarando la sua fusione con la Chiesa ortodossa rumena.

### I primi anni dello Stato comunista
I primi anni di governo comunista in Romania furono segnati da ripetuti cambiamenti e da molti arresti e imprigionamenti. Le risorse della nazione furono assorbite dagli accordi SovRom, che facilitarono lo smercio dei prodotti rumeni nell'Unione Sovietica a prezzo nominale. In tutti i ministeri, c'erano "consiglieri" sovietici, che facevano rapporto direttamente a Mosca e detenevano tutti i reali poteri decisionali. Tutta la società era pervasa da agenti infiltrati e informatori della polizia segreta.
Nel 1948 fu annullata la prima riforma agraria, e sostituita da un movimento a favore della fattoria collettiva. La conseguenza fu la "collettivizzazione" forzata, dato che i contadini più ricchi non intendevano cedere la loro terra volontariamente, ma furono costretti con la violenza fisica, le intimidazioni, gli arresti e le deportazioni.
Il 11 giugno 1948 tutte le banche e le maggiori imprese vennero nazionalizzate.
Nella leadership comunista, sembra che ci siano state tre importanti fazioni, tutte staliniste, differenziate più per le loro storie personali che per profonde differenze politiche o ideologiche:
- I "Moscoviti", tra cui Ana Pauker e Vasile Luca, che avevano trascorso gli anni di guerra a Mosca
- I "Comunisti Prigionieri", tra cui Gheorghe Gheorghiu-Dej, che erano stati nelle carceri rumene durante la guerra
- Gli stalinisti "Comunisti del Segretariato", tra cui Lucrețiu Pătrășcanu, che si erano nascosti durante gli anni di Antonescu ed avevano partecipato al governo immediatamente dopo il colpo di Stato di Re Michele del 1944.

Infine, con la morte di Stalin, e probabilmente anche a causa delle politiche antisemite del tardo stalinismo (Pauker era ebrea), Gheorghiu-Dej e i "Comunisti Prigionieri" ebbero la meglio. La Pauker fu espulsa dal partito (insieme ad altri 192.000 membri); Pătrășcanu dapprima fu torturato, con conseguente amputazione di una gamba, e successivamente, dopo un processo farsa con l'accusa di revisionismo, giustiziato.

### L'era di Gheorghiu-Dej
Gheorghiu-Dej, rigoroso stalinista, non gradì le riforme nell'Unione Sovietica di Nikita Chruščëv dopo la morte di Stalin nel 1953. Non fu d'accordo con l'obiettivo del Comecon di portare la Romania nel blocco orientale, perseguendo un programma di sviluppo dell'industria pesante. Chiuse anche i maggiori campi di lavoro della Romania, abbandonò il progetto del Canale Danubio-Mar Nero, pose fine al razionamento e fece aumentare i salari dei lavoratori.
Tutto questo, combinato con il continuo risentimento del fatto che le terre storiche della Romania rimanessero parte dell'URSS, portò inevitabilmente la Romania di Gheorghiu-Dej su una via relativamente indipendente e nazionalista.
Gheorghiu-Dej si identificò con lo stalinismo, e il regime sovietico più liberale lo spaventò, in quanto poteva minare alla base la sua autorità. Nello sforzo di rinforzare la propria posizione, Gheorghiu-Dej acconsentì alla cooperazione con qualsiasi stato, senza riguardo al sistema politico-economico, finché esso riconosceva l'uguaglianza internazionale e non interferiva con gli affari interni delle altre nazioni. Questa politica portò a un rafforzamento dei legami con la Cina, che invocò anch'essa l'autodeterminazione nazionale.
Nel 1954 Gheorghiu-Dej si dimise da segretario generale del partito, ma conservò il premierato; per un anno da allora un segretariato collettivo di quattro membri, tra i quali Nicolae Ceaușescu, mantenne il controllo del partito, finché Gheorghiu-Dej non riassunse la carica. Nonostante la sua nuova politica di cooperazione internazionale, la Romania si unì al Patto di Varsavia nel 1955, il che implicò la subordinazione e l'integrazione di una parte delle sue milizie nell'apparato militare sovietica. La Romania in seguito rifiutò di permettere manovre militari sul suo territorio e limitò la propria partecipazione nelle operazioni militari al di fuori dell'alleanza.
Nel 1956 il premier sovietico Nikita Chruščëv denunciò Stalin in un discorso segreto tenuto davanti al XX congresso del PCUS. Gheorghiu-Dej e la leadership del Partito dei Lavoratori Rumeno (Partidul Muncitoresc Român, PMR) fecero passare Pauker, Luca e Georgescu come capri espiatori per gli eccessi del passato e sostennero che il partito rumeno aveva eliminato i suoi elementi stalinisti anche prima della morte di Stalin.
Nell'ottobre 1956 i capi comunisti della Polonia rifiutarono di soccombere alle minacce sovietiche di intervento nella politica interna e di installare un politburo più obbediente. Poche settimane dopo, il partito comunista in Ungheria si disintegrò virtualmente durante una rivoluzione popolare. Il comportamento della Polonia e la rivolta ungherese ispirarono gli studenti rumeni e i lavoratori a manifestare nelle università e nelle città industriali chiedendo libertà, migliori condizioni di vita e la fine della dominazione sovietica. Temendo che la rivolta ungherese potesse incitare la popolazione ungherese della sua nazione a rivoltarsi, Gheorghiu-Dej invocò l'intervento sovietico, e l'Unione Sovietica rinforzò pertanto la propria presenza militare in Romania, in particolare sul confine con l'Ungheria. Anche se i disordini in Romania furono frammentari e controllabili, quelli ungheresi non lo furono altrettanto, così nel novembre Mosca pianificò la violenta invasione dell'Ungheria.
Dopo la rivoluzione del 1956, Gheorghiu-Dej lavorò in stretto contatto con il nuovo leader ungherese, János Kádár. Anche se la Romania inizialmente aveva accolto l'ex premier ungherese in esilio, Imre Nagy, in seguito lo restituì a Budapest per il processo e l'ineludibile esecuzione. In cambio, Kádár rinunciò alla richiesta ungherese della Transilvania e denunciò gli ungheresi che lì avevano sostenuto la rivoluzione come sciovinisti, nazionalisti e irredentisti.
In Transilvania, da parte loro, le autorità rumene unirono le università ungheresi e rumene a Cluj e consolidarono le scuole intermedie.
Il governo della Romania prese anche misure per risolvere lo scontento della popolazione, riducendo gli investimenti nell'industria pesante, decentralizzando il comando economico, aumentando i salari e gli incentivi e istituendo strumenti per la direzione dei lavoratori. Le autorità eliminarono la cessione obbligatoria delle fattorie private, ma riaccelerarono il programma di collettivizzazione verso la metà degli anni 1950, anche se meno brutalmente che in precedenza. Il governo dichiarò la collettivizzazione completa nel 1962, con le fattorie collettive e statali che controllavano il 77% delle terre arabili.
Nonostante Gheorghiu-Dej sostenesse di aver epurato il partito rumeno dagli stalinisti, rimase suscettibile di attacchi per la sua ovvia complicità nelle attività del partito dal 1944 al 1953. A un meeting plenario del PMR del marzo 1956, Miron Constantinescu e Iosif Chișinevschi, entrambi membri del Politburo e candidati premier, criticarono Gheorghiu-Dej. Constantinescu, che invocò una liberalizzazione in stile Chruščëv, mise in pericolo Gheorghiu-Dej a causa dei suoi collegamenti con la leadership di Mosca. Il PMR espulse Constantinescu e Chișinevschi nel 1957, denunciandoli come stalinisti e incolpandoli di associazione con Pauker. Dopo di ciò, Gheorghiu-Dej non dovette temere altre sfide alla sua leadership. Ceaușescu sostituì Constantinescu come capo dei quadri del PMR.
Gheorghiu-Dej non raggiunse mai un accordo mutuamente accettabile con l'Ungheria sulla Transilvania. Il premier rumeno si accostò al problema in modo ambivalente, arrestando i capi dell'Alleanza Popolare Ungherese, ma stabilendo una Provincia Autonoma Ungherese nella terra dei Székely. Questo servì a dare una fittizia immagine di attenzione verso le minoranze nazionali.
Gran parte degli ebrei rumeni approvarono inizialmente il comunismo, e taluni si compromisero con gli occupanti sovietici e il nuovo regime, come reazione all'anti-semitismo imperante nel paese in precedenza. A partire dagli anni cinquanta, tuttavia, molti ebrei vennero licenziati con la crescente ondata di discriminazione introdotta dal partito e a malincuore subirono le limitazioni dell'emigrazione verso Israele.

### La persecuzione, il sistema concentrazionario e la resistenza anti-comunista
Con l'occupazione sovietica del 1945 iniziarono le crudeli persecuzioni di ogni possibile nemico del regime comunista. L'Armata Rossa si comportò come forza di occupazione (anche se teoricamente la Romania era un alleato contro la Germania nazista), e poté arrestare chiunque fosse sospettato di essere un attivista fascista o anti-sovietico.
Una volta che il regime comunista fu divenuto stabile, il numero degli arresti continuò a crescere. Furono coinvolti tutti gli strati della società, ma l'obiettivo principale furono le élite pre-belliche, come gli intellettuali, gli uomini di chiesa, gli insegnanti, gli ex politici (anche se avevano orientamenti di sinistra) e chiunque potesse far potenzialmente parte del nucleo di resistenza anti-comunista.
Le prigioni esistenti furono riempite con prigionieri politici, e fu creato un nuovo sistema di campi e prigioni per i lavori forzati, progettato sul modello sovietico dei Gulag inventato dallo Zar Ivan il Terribile. Il progetto di escavazione del Canale Danubio-Mar Nero servì come pretesto per l'edificazione di diversi campi di lavoro, dove morirono moltissime persone di vecchiaia. Tra i campi di prigionia più famosi ci furono Sighet, Gherla, Pitești e Aiud; i lavori forzati furono istituiti anche nelle miniere di alluminio presso il Delta del Danubio.
La prigione di Pitești nel primissimo dopoguerra fu sede di un particolare esperimento, volto alla "rieducazione forzata" di prigionieri politici tramite violenze e torture fisiche e psicologiche, operate da sorveglianti che erano essi stessi prigionieri politici, come ex-appartenenti alla Guardia di Ferro. Terminò con la rumenizzazione del regime comunista.
Le misure staliniste del governo comunista previdero la deportazione dei contadini dal Banato (Transilvania sud-orientale, al confine con la Jugoslavia) a partire dal 18 giugno 1951. A circa 45.000 persone furono date due ore per raccogliere i propri averi, caricarli in carri bestiame sotto guardia armata e furono "risistemati" nelle pianure orientali (Bărăgan). Questa azione ebbe lo scopo di intimidazione tattica per obbligare i contadini restanti a unirsi alle fattorie collettive. Gran parte dei trasferiti in piena libertà visse a Bărăgan per quasi 5 anni (fino al 1956), mentre altri vi rimasero permanentemente.
La resistenza anti-comunista all'inizio assunse anche una forma organizzata, e molte persone che si opponevano al regime imbracciarono le armi e formarono gruppi "partigiani", di 10-40 persone. Ci furono attacchi alla polizia e sabotaggi; tra i partigiani più famosi ci furono Elisabeta Rizea di Nucșoara e Gheorghe Arsenescu-Arnăuțoiu. Nonostante la polizia segreta (Securitate) e le truppe armate contro i rivoltosi, la resistenza armata sulle montagne continuò fino ai primi anni 1960, e uno dei più famosi capi partigiani non fu catturato fino al 1974.
Un'altra forma di resistenza anti-comunista, questa volta non violenta, fu la rivolta studentesca di Bucarest del 1956. In risposta alla rivolta anti-comunista in Ungheria, gli echi si fecero sentire in tutti gli stati del blocco orientale. Si verificarono proteste in alcuni centri universitari, che portarono a numerosi arresti ed espulsioni, ma poi vennero rimpatriati e rilasciati tutti. La più organizzata protesta studentesca avvenne a Timișoara, dove 300 persone furono arrestate. A Bucarest e Cluj, furono istituiti gruppi organizzati per cercare di fare causa comune con il movimento anti-comunista ungherese e coordinare così le attività. La reazione delle autorità fu immediata: gli studenti furono arrestati o sospesi dalle lezioni, alcuni insegnanti vennero licenziati e furono fondate nuove associazioni per supervisionare le attività studentesche.

### Il regime di Ceaușescu

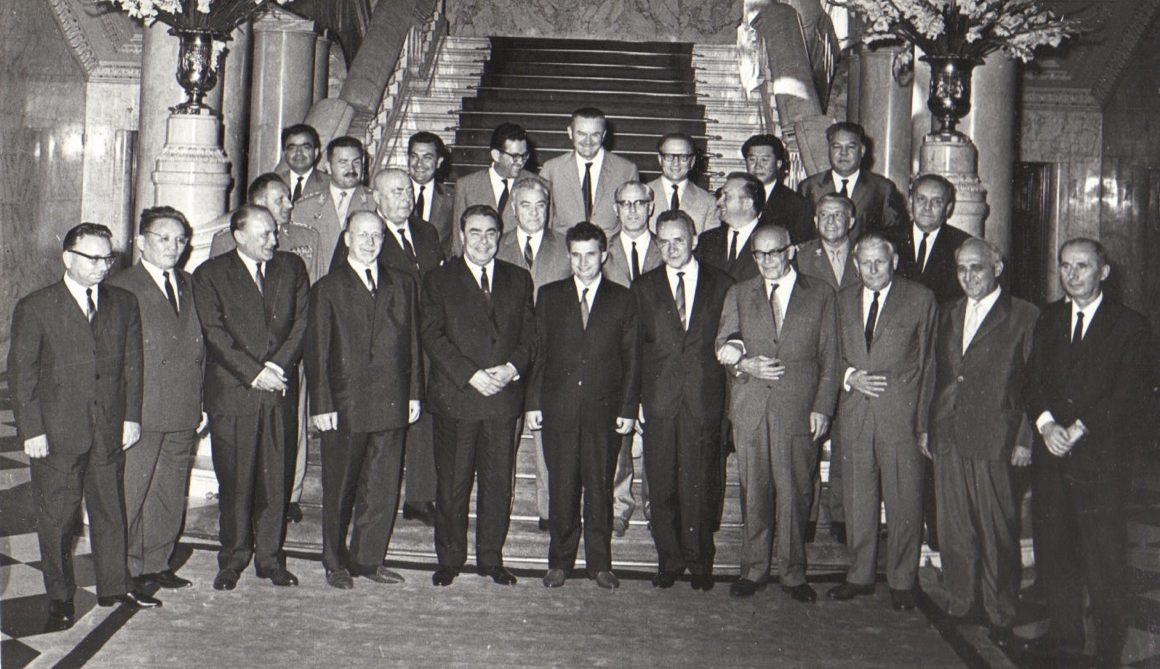
Nicolae Ceauşescu (in basso al centro) assieme ai segretari dei partiti comunisti e ai leader dei paesi del COMECON (6 luglio 1966)

Gheorghiu-Dej morì nel 1965 in circostanze non chiare (la sua morte avvenne quando si trovava a Mosca per trattamenti medici) e, dopo l'inevitabile lotta per il potere, gli successe Nicolae Ceaușescu. Quando Gheorghiu-Dej si trovava su una linea stalinista mentre l'Unione Sovietica era in periodo riformista, Ceaușescu apparve inizialmente come riformista, quando l'URSS veniva condotta nel neostalinismo da Leonid Il'ič Brežnev.
Nel 1965 il nome della nazione fu cambiato in Republica Socialistă România (Repubblica Socialista di Romania) - RSR - e il PMR fu ridenominato di nuovo Partidul Communist Român — Partito Comunista Rumeno (PCR).
Ceaușescu ha rifiutato di attuare misure di liberismo economico. L'evoluzione del suo regime seguì il percorso iniziato da Gheorghe Gheorghiu-Dej. Egli continuò il programma di industrializzazione intensiva volto all'autosufficienza economica del paese, che dal 1959 aveva già raddoppiato la produzione industriale e ridotto la popolazione contadina dal 78% alla fine degli anni Quaranta al 61% nel 1966 e al 49% nel 1971. Tuttavia, per la Romania, come per altre repubbliche popolari orientali, l'industrializzazione non significò una completa rottura sociale con le campagne. I contadini tornavano periodicamente nei villaggi o vi risiedevano, facendo i pendolari ogni giorno verso la città in una pratica conosciuta come naveta. Questo ha permesso ai rumeni di agire come contadini e lavoratori allo stesso tempo.
Le università furono fondate anche nelle piccole città rumene per formare professionisti qualificati, come ingegneri, economisti, pianificatori e avvocati, che erano necessari per il progetto di industrializzazione e sviluppo del paese. L'assistenza sanitaria rumena ha anche ottenuto miglioramenti e riconoscimenti da parte dell'Organizzazione Mondiale della Sanità (OMS). Nel maggio 1969, Marcolino Candau, direttore generale dell'OMS, visitò la Romania e dichiarò che le visite del personale dell'OMS in vari ospedali rumeni avevano fatto un'ottima impressione.
Le trasformazioni sociali ed economiche hanno portato a un miglioramento delle condizioni di vita dei rumeni. La crescita economica permetteva salari più alti che, combinati con i benefici offerti dallo stato (cure mediche gratuite, pensioni, istruzione universale gratuita a tutti i livelli, ecc.) erano un salto rispetto alla situazione precedente alla seconda guerra mondiale della popolazione rumena. Fu concessa una paga extra ai contadini, che iniziarono a produrre di più.
Nei primi anni di potere, Ceaușescu fu popolare, sia in patria che all'estero. Le merci agricole erano abbondanti, iniziavano a ricomparire i beni di consumo, ci fu uno slancio culturale e, principalmente all'estero, il leader si pronunciò contro l'invasione della Cecoslovacchia del 1968. Mentre la sua reputazione all'interno della Romania iniziava a decrescere, egli continuò tuttavia a intrattenere buone relazioni con i governi occidentali e con le istituzioni come il Fondo Monetario Internazionale e la Banca Mondiale, a causa della sua linea politica indipendente. La Romania con Ceaușescu mantenne relazioni diplomatiche con, tra gli altri, Germania Ovest, Israele, Cina e Albania, con cui Mosca aveva interrotto la diplomazia per diverse ragioni.
Il periodo di libertà e di apparente prosperità non durò molto. Anche all'inizio, la libertà di riproduzione fu severamente limitata. Volendo aumentare il tasso di nascita, nel 1966 Ceaușescu promulgò una legge che limitava il ricorso all'aborto e alla contraccezione: solo le donne con più di 40 anni e con almeno quattro figli potevano usufruirne; nel 1972 questa possibilità esistette solo per le donne sopra i 45 anni e con almeno cinque figli. Come si stabilì, «Il feto è proprietà dell'intera società», venendo introdotta una tassa sul celibato che poteva ammontare anche al 10% dello stipendio mensile, detratta solo fino alla nascita dei primogeniti. Il tasso di natalità salì alle stelle, laddove si mirava ad un aumento della popolazione attiva dai 23 ai 30 milioni di lavoratori, ma inversamente la mortalità infantile aumentò a 83 morti ogni mille nati. Le donne con meno di 45 anni venivano convocate sul posto di lavoro ed esaminate per riscontrare eventuali segni di gravidanza (sotto la supervisione di agenti governativi soprannominati «polizia mestruale»). Molti romeni fuggirono in Ungheria, lasciandosi a milioni schiere di orfani affamati, in gran parte con gravi problemi di sviluppo, fatto che verrà appreso con grande sdegno dalla comunità internazionale solo nel 1990.
Vi furono anche altri abusi e violazioni dei diritti umani, tipici dei regimi stalinisti: un massiccio uso della polizia segreta (la "Securitate"), la censura, gli spostamenti della popolazione, anche se non come negli anni 1950.
Durante l'era di Ceaușescu, esisteva un commercio segreto tra la Romania e Israele e la Germania Ovest; tramite questo commercio, Israele e la RFT pagavano la Romania per permettere ai cittadini rumeni con antenati ebrei o sassoni di emigrare verso Israele o la Germania Ovest rispettivamente.
La Romania di Ceaușescu continuò a proseguire la politica di Gheorghiu-Dej dell'industrializzazione, ma produsse poche merci di qualità accettabile per il mercato globale. Inoltre, dopo una visita nella Corea del Nord, Ceaușescu sviluppò una visione megalomane di completa ristrutturazione della nazione: questo periodo divenne conosciuto come "sistematizzazione". Una grande porzione della capitale Bucarest fu abbattuta per far posto al complesso della Casa Poporului (Casa del Popolo), oggi Palazzo del parlamento romeno, e al Centrul Civic (Centro Civico); la rivoluzione del 1989 lasciò comunque gran parte delle opere incompiute, come la nuova Biblioteca Nazionale e il Museo Nazionale di Storia. Durante le grandi demolizioni degli anni 1980, questa area fu chiamata popolarmente "Ceaușima" - un'allusione satirica a Ceaușescu e Hiroshima. Attualmente, la zona si sta sviluppando come area commerciale, con il nome di Esplanada.
Prima della metà degli anni 1970 Bucarest, come molte altre città, si sviluppò con l'espansione della città, in particolare verso sud, est ed ovest, con la costruzione di molti quartieri dormitorio nell'estrema periferia, alcuni (come Drumul Taberei) di valore architettonico e urbanistico. Furono effettuati piani di conservazione, specialmente negli anni '60 e '70, ma tutti poi vennero fermati dopo che Ceaușescu diede inizio alla cosiddetta "Mica revoluție culturală" ("Piccola Rivoluzione Culturale"), dopo aver visitato la Corea del Nord e la Repubblica Popolare Cinese e dopo aver tenuto un discorso noto come "Tesi di luglio".
Il grande terremoto del 1977 scosse Bucarest, molti edifici crollarono e molti altri vennero seriamente danneggiati; questa fu la goccia che portò alla politica di demolizione in larga scala, che colpì i monumenti storici e i capolavori architettonici, come il monumentale Monastero di Vǎcǎrești (1722), le chiese di "Sfânta Vineri" (1645) ed "Enei" (1611), i Monasteri di Cotroceni (1679) e Pantelimon (1750), lo "Stadio della Repubblica" art déco (ANEF Stadium, 1926). Anche un vecchio ospedale (Spitalul Brancovenesc), costruito tra 1835-1838, come ospedale per i poveri, fu demolito all'inizio del 1984. Un'altra tattica utilizzata fu quella di abbandonare e trascurare gli edifici, in modo da portarli in uno stato tale da giustificarne la demolizione.
Pertanto, la politica cittadina dopo il terremoto non fu quella della ricostruzione, ma quella di demolizione e ricostruzione. Un'analisi dell'Unione degli Architetti, commissionata nel 1990, verificò che più di 2000 edifici furono abbattuti, 77 dei quali di rilevante importanza architettonica, e gran parte di essi in buone condizioni. Anche la Gara de Nord (la principale stazione ferroviaria della città), iscritta nella Lista di Patrimoni dell'Umanità Architettonici in Romania fu messa in lista per l'abbattimento, e fu sostituita all'inizio del 1992.
Nonostante tutto ciò e nonostante i trattamenti degli orfani infetti di HIV, la nazione continuò ad avere un buon sistema scolastico e un buon servizio sanitario. Inoltre, non tutti i progetti di industrializzazione furono un fallimento: Ceaușescu lasciò la Romania con un sistema efficiente di generazione di energia e di trasmissione, diede a Bucarest una metropolitana funzionante, e lasciò molte città con un incremento nella costruzione di appartamenti ad uso abitativo.

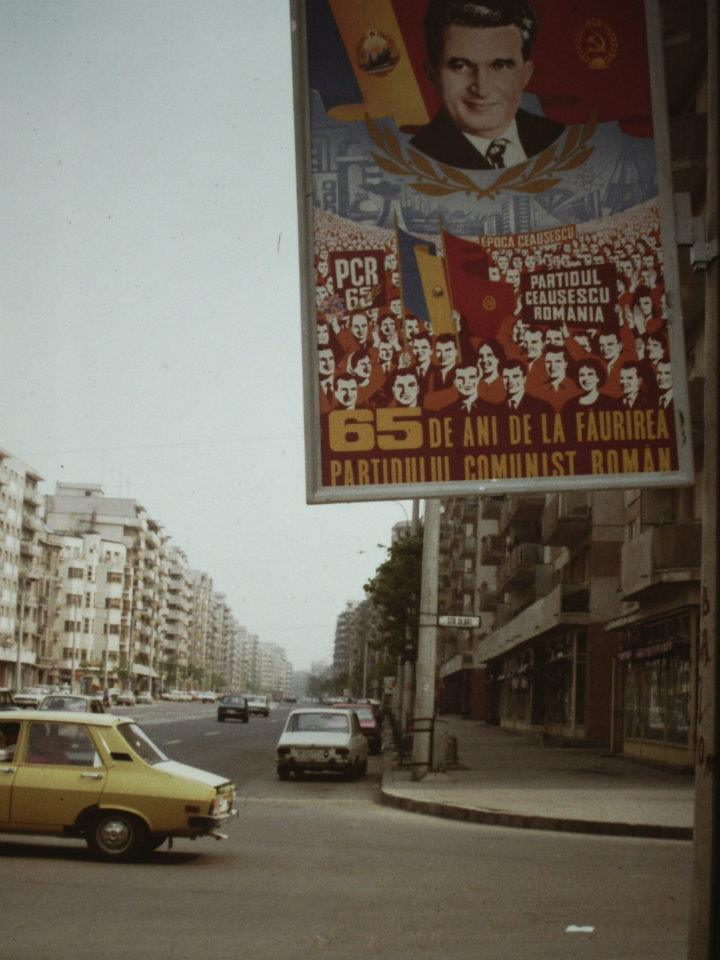
Manifesto propagandistico nelle strade di Bucarest, nel 1986. Il titolo annuncia: "65 anni dalla creazione del Partito Comunista Rumeno", mentre sullo sfondo si legge "Era Ceaușescu" ed "Il Partito. Ceaușescu. Romania".

Negli anni 1980, Ceaușescu divenne ossessionato dall'idea di dover ripagare i prestiti stranieri e con la costruzione di un suo Palazzo del Popolo di proporzioni immense, insieme al Centrul Civic da costruirvi vicino. Questo portò a una diminuzione delle merci disponibili per i rumeni. Dal 1984, nonostante l'alta produzione alimentare, fu introdotto il razionamento del cibo su larga scala (il governo lo promosse come "metodo per ridurre l'obesità"). Pane, latte, olio, zucchero, carne, e in alcuni luoghi anche le patate, furono razionati in Romania nel 1989, con razioni che divenivano sempre minori ogni anno (nel 1989, una persona poteva acquistare legalmente solo 10 uova al mese, da metà a un filone di pane, a seconda del luogo di residenza, o 500 grammi di qualunque tipo di carne). Gran parte di ciò che era in vendita erano rimanenze o scarti delle esportazioni, dato che gran parte delle merci di qualità venivano esportate, anche sottoprezzo, per ottenere denaro per pagare i debiti o per finanziare le opere sempre maggiori dell'industrializzazione pesante.
Divenne abitudine per i rumeni mangiare le "tacâmuri de pui" (ali di pollo), olio da cottura misto (non raffinato, scuro, olio di soia di qualità pessima), "București Salami" (consistente di soia, farina di ossa, frattaglie e lardo di maiale), surrogato di caffè (fatto di grano), pesce oceanico e sardine come sostituti della carne e formaggio mescolato a farina. Anche questi prodotti si trovavano in scarse quantità, con code al di fuori dei negozi dove erano in vendita. Tutti i prodotti di qualità, come il salame Sibiu e Victoria, la carne di maggiore qualità e le pesche della Dobrugia furono diretti solo verso le esportazioni, e furono disponibili per i rumeni solo al mercato nero.
Nel 1985, nonostante l'alta capacità di raffinamento della Romania, il petrolio fu razionato e le forniture vennero drasticamente tagliate; fu istituito un coprifuoco domenicale, e molti autobus e taxi vennero convertiti alla propulsione a metano. L'elettricità fu razionata per farla convergere all'industria pesante, con un consumo massimo mensile per famiglia di 20 kWh (sopra il limite si veniva tassati pesantemente) e black out molto frequenti (1-2 ore al giorno). Le luci nelle vie erano generalmente tenute spente e la televisione venne ridotta a due ore al giorno.
Fu tagliato anche il gas e il riscaldamento; le persone nelle città dovettero convertirsi ai container di gas naturale ("butelii"), o a stufe a carbone, anche se erano collegati alla rete del gas. Secondo un decreto del 1988, tutti gli spazi pubblici dovevano rimanere a una temperatura non superiore ai 16 °C in inverno (gli unici edifici esentati erano gli asili e gli ospedali), mentre altri edifici (come le fabbriche) non dovevano essere riscaldati a più di 14 °C. Tutti i negozi dovevano chiudere alle 17:30, per non sprecare elettricità. Fece la sua comparsa il mercato nero, in cui le sigarette divennero la seconda valuta circolante della Romania (era illegale e punito con 10 anni di arresto il possesso o il commercio di valute straniere), venendo utilizzate per comprare qualsiasi cosa, dal cibo al vestiario o le medicine. Il servizio sanitario cadde in una profonda crisi, poiché le medicine non venivano più importate.
Il controllo sulla società divenne sempre più stretto, vennero installati sistemi di sorveglianza nascosta nei telefoni, la Securitate arruolò molti più agenti, la censura fu estesa e furono riempiti elenchi di informazioni e rapporti riguardo a moltissimi cittadini. Nel 1989, secondo il CNSAS (Consiglio nazionale per lo studio degli archivi della Securitate), un rumeno su tre era informatore della Securitate. A causa dello stato della nazione, le entrate dovute al turismo collassarono, il numero di turisti stranieri scese del 75% e tre dei principali operatori che organizzavano viaggi in Romania lasciarono il paese nel 1987.
Ci fu anche una rinascita dello sforzo per la costruzione del Canale Danubio-Mar Nero, che fu completato insieme a un sistema di canalizzazioni nazionali per la rete di irrigazione (una parte di essa fu completata, mentre la gran parte fu solo un progetto o fu presto abbandonata); si cercò di migliorare la rete ferroviaria con l'elettrificazione e un sistema di controllo moderno, si lavorò per la costruzione di una centrale nucleare presso Cernavodă, un sistema di generazione di energia idroelettrica (inclusa la stazione energetica Porțile de Fier sul Danubio, in cooperazione con la Repubblica Socialista Federale di Jugoslavia), una rete di raffinerie per l'olio, una flotta sviluppata per la pesca oceanica a Constanța, una buona base industriale per le industrie chimiche e di macchinari pesanti e una politica estera sviluppata.
Il lato negativo fu che le decisioni di questo periodo lasciarono alla nazione un'industria pesante che utilizzava metodi di produzione arcaici, consumando una quantità esagerata di risorse e producendo materiale di bassa qualità. Gran parte della produzione non poteva essere venduta e finiva pertanto con il deteriorarsi al di fuori delle fabbriche dove era stata fabbricata; l'industria leggera era enormemente sottosviluppata e sottodimensionata: i rumeni dovevano aspettare tre mesi per una lavatrice, 1-2 anni per un televisore, dai 5 ai 9 anni per un'automobile. Questa industria era inoltre tecnologicamente obsoleta, in quanto la Romania nel 1989 produceva auto degli anni sessanta e televisori e lavatrici degli anni settanta. La rete di comunicazione, con l'eccezione della modernizzazione delle linee ferroviarie, era ferma ai livelli degli anni cinquanta; nel 1989 la Romania possedeva solo 100 km di autostrade, anch'essi in stato fatiscente.
La rete telefonica era una delle meno affidabili d'Europa, perché si affidava alle tecnologie ad indirizzamento manuale degli anni trenta-cinquanta nei villaggi e alle prime tecnologie automatiche degli anni sessanta nelle città. Nel 1989 in Romania c'erano circa 700 000 linee telefoniche per una popolazione di 23 milioni di abitanti. Le trasmissioni televisive erano limitate a due ore al giorno e trasmettevano principalmente programmi di propaganda. La maggior parte delle persone preferiva pertanto assistere a trasmissioni televisive bulgare, jugoslave, ungheresi o sovietiche, dove il segnale era sufficientemente forte, utilizzando antenne illegali o mini-satelliti. C'erano pochissimi computer ad 8-bit, cloni dei computer occidentali, basati sull'architettura del Sinclair ZX Spectrum, utilizzati principalmente nelle stazioni di lavoro delle fabbriche.
Altra eredità di questa epoca fu l'inquinamento: il regime di Ceaușescu si posizionò tra gli ultimi nella classifica tra gli stati comunisti dell'Europa orientale. Tra le situazioni peggiori ci furono Copșa Mică con la fabbrica del carbone (negli anni ottanta l'intera città si poteva vedere dal satellite coperta da una spessa nuvola nera), Hunedoara, o il progetto lanciato nel 1989 per convertire l'intero delta del Danubio (patrimonio dell'umanità UNESCO) in campi per l'agricoltura.

### Caduta
Diversamente dall'Unione Sovietica nella stessa epoca, la Romania non sviluppò un élite privilegiata e ampia. Al di fuori dei parenti di Ceaușescu, gli ufficiali al governo venivano spesso spostati da un incarico ad un altro e anche da una città all'altra, per ridurre le possibilità di ottenere potere. Questa situazione impedì la nascita di un movimento riformista del comunismo (come in URSS con Michail Gorbačëv), cosa che avvenne invece in Ungheria. Diversamente dalla Polonia, Ceaușescu reagì agli scioperi solo attraverso una strategia di ulteriore oppressione. Un certo dissenso interno al partito, tuttavia, andava creandosi, come nel caso della pubblicazione della Lettera dei Sei, documento di protesta contro la dittatura personale di Ceaușescu, elaborato da sei politici strettamente legati al regime. La Romania fu uno degli ultimi regimi comunisti dell'Europa dell'Est a cadere; la sua caduta fu tuttavia una delle più violente del tempo.
Le proteste e gli scontri scoppiarono a Timișoara il 17 dicembre, quando i soldati aprirono il fuoco sui protestanti, uccidendo circa 100 persone. Dopo aver accorciato un viaggio in Iran, Ceaușescu tenne un discorso in televisione il 20 dicembre, nel quale condannò gli eventi di Timișoara, considerandoli un atto di intervento straniero nella sovranità rumena, e dichiarò il Coprifuoco Nazionale, convocando una riunione di massa dei suoi sostenitori a Bucarest il giorno successivo. Nel mondo si sparse la notizia della rivolta di Timișoara e la mattina del 21 dicembre scoppiarono altre proteste a Sibiu, Bucarest, e in moltissimi altri luoghi. La riunione indetta da Ceaușescu finì nel caos e nei tafferugli, e il Capo stesso della Romania si nascose all'interno del Palazzo del Presidente dopo aver perso il controllo dei suoi stessi sostenitori. La mattina del giorno seguente, il 22 dicembre, fu annunciato che il generale dell'esercito Vasile Milea era morto per suicidio; la popolazione stava assediando il palazzo in cui si nascondeva Ceaușescu, mentre la Securitate non lo aiutò. Il leader scappò in elicottero dal tetto, per essere poi lasciato a Târgoviște, dove fu formalmente arrestato, processato e giustiziato insieme alla moglie Elena il 25 dicembre.

#### Controversia sugli eventi del dicembre 1989
Per diversi mesi dopo gli eventi del dicembre 1989, iniziò a circolare la voce che Ion Iliescu e il FSN avevano solo tratto vantaggio dal caos per organizzare un colpo di Stato. È chiaro che dal dicembre 1989 le politiche economiche controproducenti di Ceaușescu gli erano costate il sostegno di molti ufficiali del governo e anche dei quadri del Partito Comunista più leali: gran parte di questi si unì alle forze rivoluzionarie popolari o si rifiutò semplicemente di sostenerlo. Questa perdita del sostegno da parte degli ufficiali del regime fu il colpo finale della Romania comunista.

## Cultura
Durante il regime comunista vi fu in Romania una fervida attività editoriale. Con il proposito di dover educare la maggior parte della popolazione, vennero pubblicati un grandissimo numero di libri. Nacquero case editoriali che stampavano unicamente su larga scala, come ad esempio la Cartea Românească, che pubblicò la Biblioteca pentru Toţi (L'enciclopedia per tutti) con oltre 5.000 libri al suo interno. Librerie pubbliche furono aperte in quasi tutti i villaggi rumeni, ed in generale si potevano trovare ovunque le ultime novità editoriali. Inoltre, i bassi costi di vendita consentivano a tutti di possedere in casa una piccola libreria personale. Il rovescio della medaglia era però portato dalla stringente censura apportata dal Partito Comunista Rumeno su un larghissimo numero di libri stranieri. In aggiunta, a seguito dei razionamenti che colpivano ogni aspetto della vita economica del paese, le edizioni erano spesso realizzate con carta di scarsa qualità, e i libri tendevano a deteriorarsi in breve tempo.
Sempre in questo periodo si registrò inoltre un aumento dei teatri pubblici, che per la prima volta fecero la loro comparsa anche nelle città medio-piccole rumene. Tra i più importanti teatri che sorsero sotto il regime comunista vi è il Teatro Nazionale di Bucarest, situato nel centro della capitale rumena. Nelle piccole città sorsero inoltre i cosiddetti "Teatri dei Lavoratori", istituzioni semi professionali spesso portate avanti dai cittadini. Tutti i teatri disponevano di un budget annuale erogato dallo Stato. Di contro, anche qui la censura era costantemente utilizzata ed in scena andavano solamente quelle opere ideologicamente affini alle idee del regime.
Anche il cinema ebbe un'evoluzione simile a quella dei teatri, e spesso film ed opere teatrali andavano in scena nella stessa struttura pubblica. I film erano molto popolari tra i cittadini rumeni, e a partire dal 1960 anche i film stranieri iniziarono lentamente ad essere presenti sui grandi schermi. I film Western, quando mandati in onda, erano spesso censurati: interi spezzoni del film venivano tagliati, e i dialoghi erano tradotti utilizzando esclusivamente parole ideologicamente accettate dal Comitato Centrale. Tolto ciò, va comunque considerato che l'ossatura principale del cinema in Romania era composta da film realizzati nel paese o da pellicole provenienti dal blocco comunista. Negli anni '60, finanziata dal Governo, sorse una florida industria cinematografica nella città di Buftea, a circa 20 chilometri da Bucarest. I film che andavano per la maggiore durante il periodo comunista erano quelli del genere gangster e quelli storici.

### Architettura
Con l'ascesa al potere nel 1947 di Gheorghe Gheorghiu-Dej cominciò per la Romania un periodo di veloce industrializzazione, che portò nel giro di pochi anni alla costruzione di infrastrutture e di industrie pesanti. Verso la metà del 1970 si assistette inoltre ad una generalizzata espansione delle città rumene, e nelle periferie si costruirono enormi palazzi-dormitorio, destinati a quei cittadini che, dalla campagna, avevano raggiunto i centri industriali in cerca di lavoro.
Un'ulteriore spinta all'architettura rumena arrivò con la presa del potere da parte di Nicolae Ceaușescu nel 1967. Quest'ultimo, dopo una visita nel 1971 in Corea del Nord, rimase molto impressionato dal genere di mastodontiche costruzioni che abbellivano la capitale Pyongyang, al punto da spingerlo a ripensare completamente il centro della capitale rumena Bucarest. Questo processo di "ristrutturazione" forzata delle città rumene è passato alla storia col termine di "sistematizzazione". Interi nuovi quartieri sorsero nel giro di pochi anni, utilizzando quasi sempre strutture prefabbricate. L'altezza media dei nuovi edifici era di 8-10 piani, e ciò cambiò radicalmente lo Skyline della capitale rumena. Tuttavia in questo processo furono distrutti centinaia di edifici appartenenti al centro storico.
Al di fuori della capitale la mano del Partito Comunista Rumeno fu probabilmente ancora più pesante. Nei villaggi rurali ed in alcune città si distrussero interi centri storici, che vennero velocemente sostituiti da blocchi abitativi e zone industriali. Con l'ironico soprannome di "Circhi della fame" sono poi passati alla storia quei conglomerati edilizi costruiti in molte città che avrebbero dovuto, nelle intenzioni del regime, essere l'equivalente dei supermarket occidentali. In realtà molti di questi poli cittadini rimasero incompiuti, e quelli ultimati sono divenuti nella migliore delle occasioni i mercati coperti della città.